# Ратник
Ратник је сваки човек који се професионално бави ратовањем. У прошлости ратник је најчешће био војник који је служио господару или цару зависно од времена у ком се нашао. Углавном ратници су били војници на коњима или су чинили пешадијски одред. Њима је командовао вођа војске.